# 福島県道236号青松浜線
福島県道236号青松浜線（ふくしまけんどう236ごう せいしょうはません）は、福島県郡山市にある一般県道である。

## 路線概要
- 起点：郡山市湖南町福良字中浜（青松ヶ浜湖水浴場）
- 終点：郡山市湖南町福良字古町
- 総延長：3.128 km[1]
  - 実延長：総延長に同じ
- 路線認定年月日：1959年8月31日[2]

### 道路施設
峯崎橋
- 全長：15.0 m
- 幅員：6.0（8.0） m
- 形式：単純PCプレテン中空床版橋
- 竣工：1997年度

郡山市湖南町福良にて普通河川中川を渡る。旧橋梁の幅員5.5 mからの拡幅、線形改良と、郡山市による中川改修事業に伴い架け替えられた。。

## 通過する自治体
- 福島県
  - 郡山市

## 接続・交差する道路
- 福島県道376号湖南湊線（郡山市湖南町福良字中浜）
- 国道294号（郡山市湖南町福良字古町 終点）

## 沿線
- 猪苗代湖
- 青松浜湖水浴場